# Francisco Madeira Lopes
Pour les articles homonymes, voir Madeira (homonymie), Francisco Lopes et Lopes.
Francisco Miguel Baudoin Madeira Lopes, né le 2 janvier 1975, est un avocat et une personnalité politique portugaise, membre des Verts.
En 2000, il a été élu au Parlement national portugais sur les listes de la Coalition démocratique unitaire (CDU). Il fut réélu en 2005.
Il est également membre de l'assemblée communale de Santarém.

## Sources
- (pt) Cet article est partiellement ou en totalité issu de l’article de Wikipédia en portugais intitulé « Francisco Lopes » (voir la liste des auteurs).
- Biographie officielle sur le site du Parlement national